# George Pușcaș
George Alexandru Pușcaș (ur. 8 kwietnia 1996 w Marghicie) – rumuński piłkarz grający na pozycji napastnika.

## Życiorys
W czasach juniorskich trenował w Liberty Oradea i Interze Mediolan. W latach 2012–2013 był wypożyczony do seniorskiego zespołu drugoligowego Bihoru Oradea. 1 lipca 2014 został wykupiony przez Inter za 600 tysięcy euro. W Serie A zadebiutował 1 lutego 2015 w przegranym 1:3 meczu z US Sassuolo Calcio. Grał w nim od 78. minuty, gdy zastąpił Rodrigo Palacio. W latach 2015–2018 był wypożyczany kolejno do FC Bari 1908, Benevento Calcio i Novary Calcio. 8 sierpnia 2018 odszedł za 3,3 miliona euro do sycylijskiego US Città di Palermo.
W reprezentacji Rumunii zadebiutował 31 maja 2018 w wygranym 3:2 towarzyskim spotkaniu z Chile. Do gry wszedł w 75. minucie, zmieniając George Țucudeana.